# Stade Dinamo (Minsk)
Pour les articles homonymes, voir Stade Dinamo.
Le stade Dinamo de Minsk (en biélorusse : Стадыён Дынама, et en russe : стадион Динамо) est un stade omnisports situé à Minsk en Biélorussie. Aux usages variés, il est essentiellement utilisé pour les rencontres de football et c'est le domicile du FK Dynamo Minsk et de l'équipe de Biélorussie de football.
C'est le plus grand stade du pays avec 22 000 places.

## Histoire
Le Stade Dinamo fut officiellement inauguré le 12 juin 1934. Fortement endommagé pendant la Grande Guerre patriotique, il a été reconstruit entre 1947 et 1954.
Il a accueilli des matches de football des Jeux Olympiques de Moscou en 1980.
Depuis 2008, le FC BATE Borissov joue ses matchs importants de coupe d'Europe dans le Stade Dinamo de Minsk.
En octobre 2012, le stade est fermé pour une importante rénovation. La date d'ouverture était initialement fixée en décembre 2017 mais est depuis retardée. La nouvelle infrastructure dotée de plus de 22 000 places accueille notamment les Jeux européens de 2019.

## Événements
- Tournoi de Football aux Jeux olympiques de 1980, 20-25 et 27 juillet 1980
- 2ème édition des Jeux européens à Minsk en 2019 du 21 au 30 juin 2019.
- The Match du 9 au 10 septembre 2019.

## Galerie

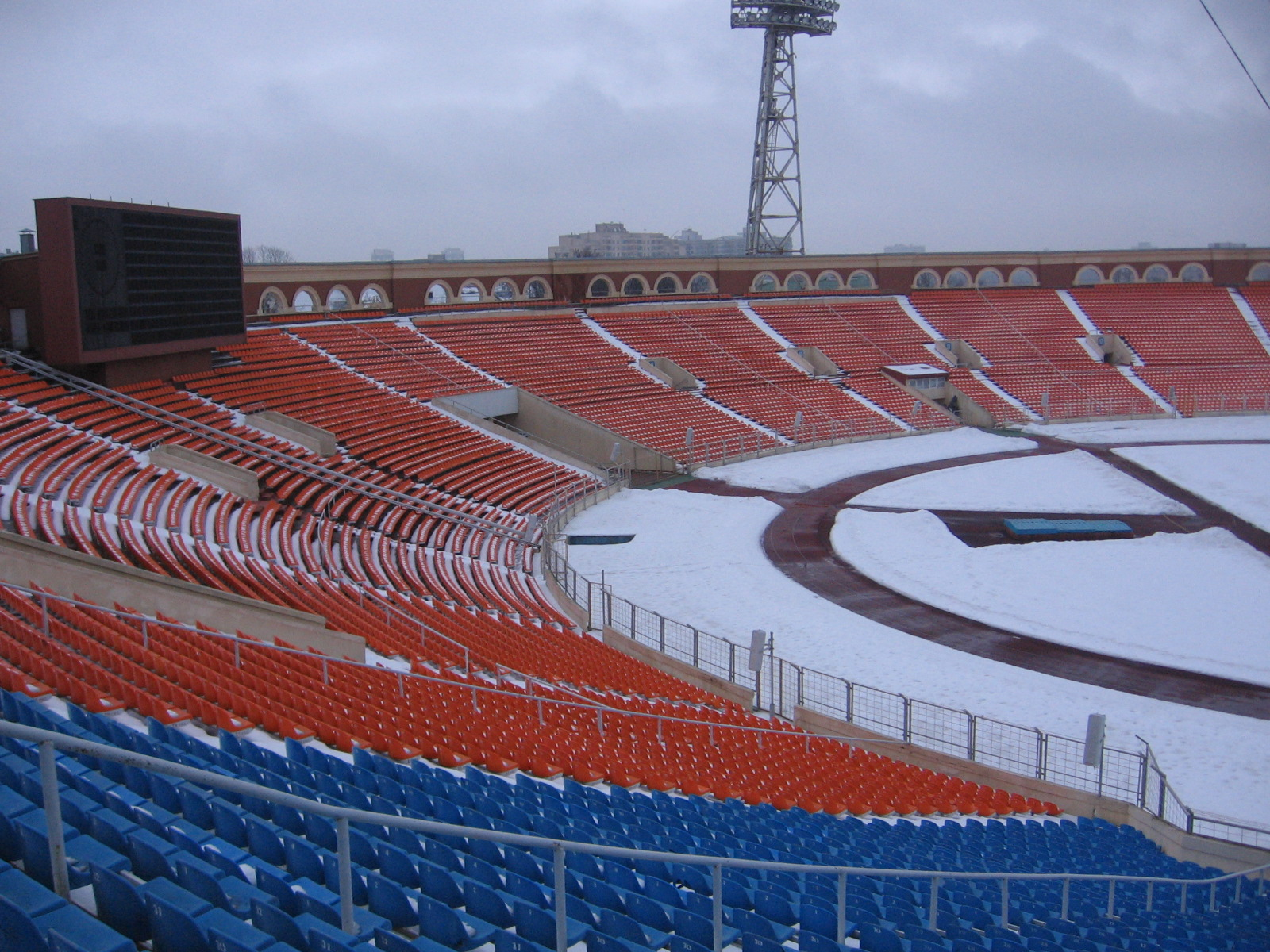
Les gradins du stade, en 2007.
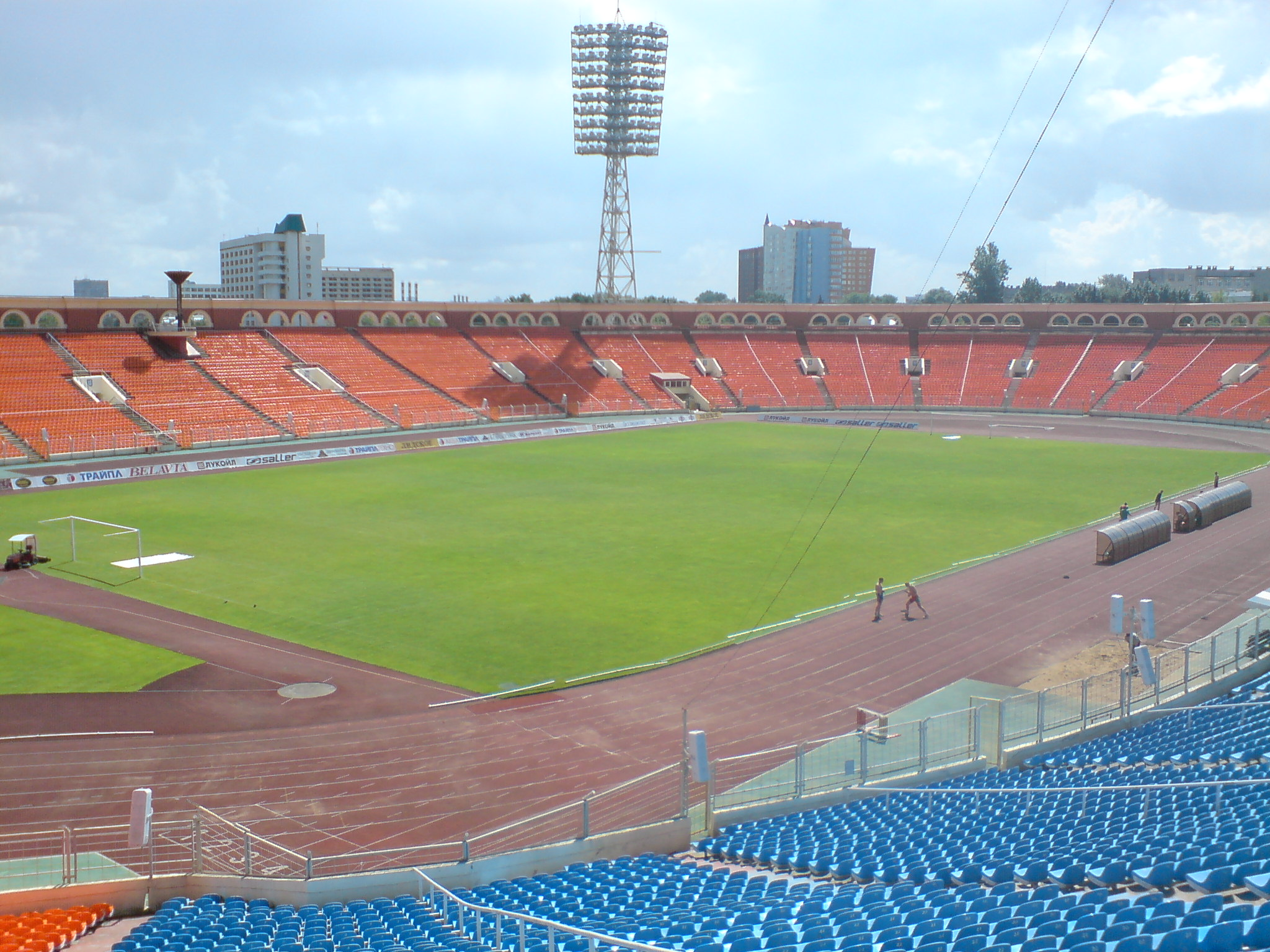
Le stade, en 2008.
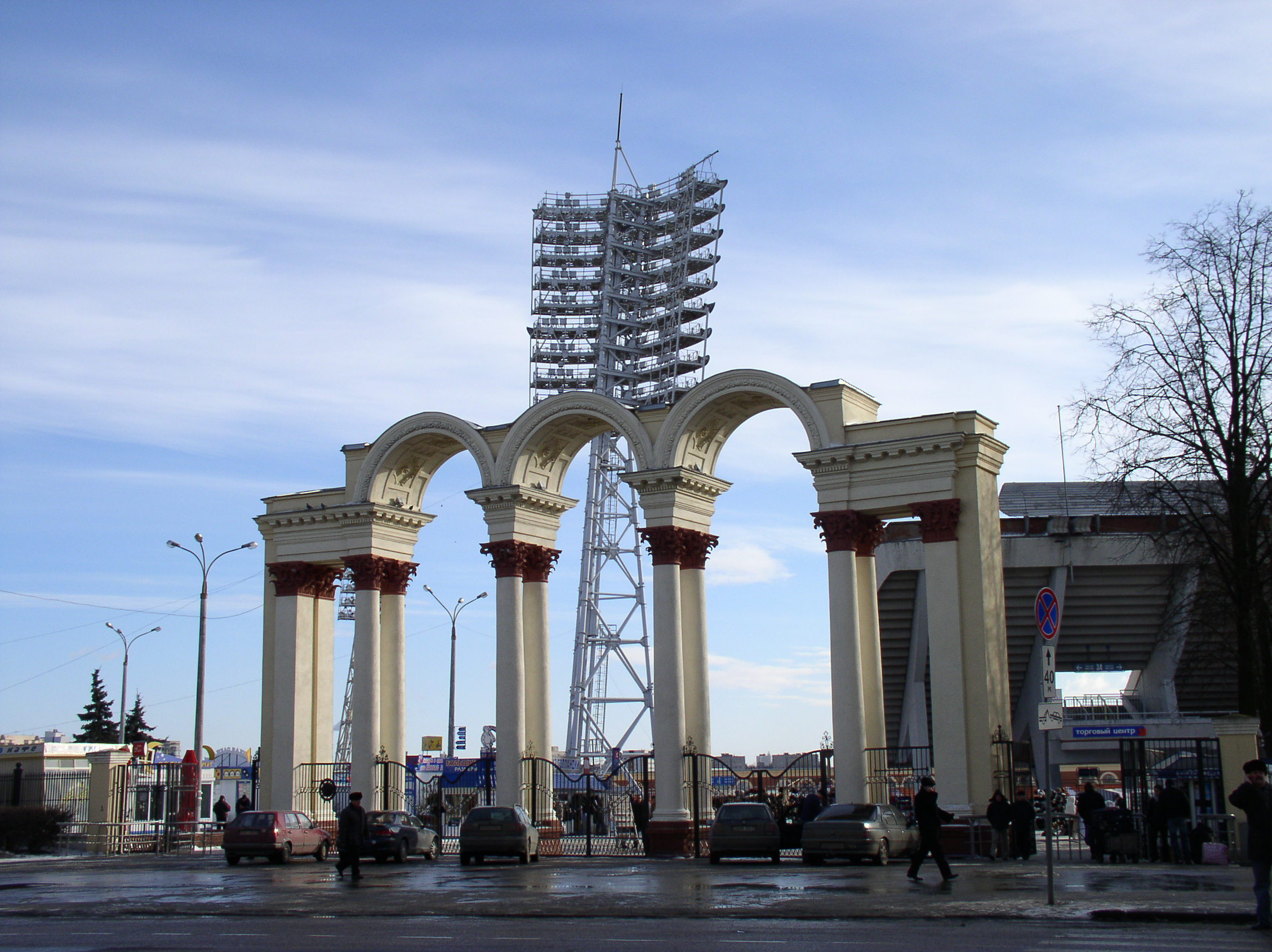
Une des entrées du stade, en 2006.